# 阿曽沼元郷
阿曽沼 元郷（あそぬま もとさと）は、安土桃山時代の武将。毛利氏家臣。安芸国安芸郡世能荒山荘を本拠地とした国人であった阿曽沼氏の当主で鳥籠山城主。祖父は阿曽沼広秀、父は阿曽沼元秀。

## 生涯
安芸国安芸郡世能荒山荘を本拠地とした国人であった阿曽沼元秀の嫡男として生まれる。
慶長2年（1597年）から始まる慶長の役では、父・元秀が毛利秀元に従って朝鮮に渡り、各地を転戦した後に蔚山における突貫工事での蔚山倭城築城に加わったが、完成目前の同年12月22日、明軍の先鋒である擺寨が指揮する軽騎兵1000に急襲され、同じく毛利氏家臣である冷泉元満や都野家頼らと共に戦死した（蔚山城の戦い）。
元秀戦死の直前の11月29日には祖父・広秀も死去しており、元秀の戦死に伴って元郷が家督を継いだが、慶長6年（1601年）8月3日に死去。
当時、元郷には嗣子がいなかったが正室が妊娠していたため、同年8月26日に輝元は佐世元嘉に書状を送り、男子が生まれた場合はその男子に阿曽沼氏を相続させ、女子が生まれた場合は毛利秀元や天野元政と相談した上で決定するとした。翌年に生まれた子は女子であったため、慶長7年（1602年）6月14日に天野元政の子・兵七（後の阿曽沼元理）に加冠状と「元」の偏諱を与えた上で、元郷の娘と婚姻させて阿曽沼氏を相続させた。また、正室は慶長12年(1607年)に毛利元鎮に再嫁している。